# France Forever (organisation américaine)
 (décembre 2023).
La mise en forme du texte ne suit pas les recommandations de Wikipédia : il faut le « wikifier ».
Les points d'amélioration suivants sont les cas les plus fréquents. Le détail des points à revoir est peut-être précisé sur la page de discussion.
- Les titres sont pré-formatés par le logiciel. Ils ne sont ni en capitales, ni en gras.
- Le texte ne doit pas être écrit en capitales (les noms de famille non plus), ni en gras, ni en italique, ni en « petit »…
- Le gras n'est utilisé que pour surligner le titre de l'article dans l'introduction, une seule fois.
- L'italique est rarement utilisé : mots en langue étrangère, titres d'œuvres, noms de bateaux, etc.
- Les citations ne sont pas en italique mais en corps de texte normal. Elles sont entourées par des guillemets français : « et ».
- Les listes à puces sont à éviter, des paragraphes rédigés étant largement préférés. Les tableaux sont à réserver à la présentation de données structurées (résultats, etc.).
- Les appels de note de bas de page (petits chiffres en exposant, introduits par l'outil «  Source ») sont à placer entre la fin de phrase et le point final[comme ça].
- Les liens internes (vers d'autres articles de Wikipédia) sont à choisir avec parcimonie. Créez des liens vers des articles approfondissant le sujet. Les termes génériques sans rapport avec le sujet sont à éviter, ainsi que les répétitions de liens vers un même terme.
- Les liens externes sont à placer uniquement dans une section « Liens externes », à la fin de l'article. Ces liens sont à choisir avec parcimonie suivant les règles définies. Si un lien sert de source à l'article, son insertion dans le texte est à faire par les notes de bas de page.
- La présentation des références doit suivre les conventions bibliographiques. Il est recommandé d'utiliser les modèles {{Ouvrage}}, {{Chapitre}}, {{Article}}, {{Lien web}} et/ou {{Bibliographie}}. Le mode d'édition visuel peut mettre en forme automatiquement les références.
- Insérer une infobox (cadre d'informations à droite) n'est pas obligatoire pour parachever la mise en page.

Pour une aide détaillée, merci de consulter Aide:Wikification.
Si vous pensez que ces points ont été résolus, vous pouvez retirer ce bandeau et améliorer la mise en forme d'un autre article.
Pour le mobile de Calder, voir France Forever.
France Forever (ou en français : « France Quand Même »,,) est une organisation fondée le 29 juin 1940 en tant qu'association d'hommes et de femmes français vivant aux États-Unis, ainsi que d'amis américains de la France, agissant pour préserver la camaraderie entre ces derniers pour défendre la liberté et la démocratie. L'objectif est de faire connaître aux Américains les efforts de la France Libre et de la Résistance, particulièrement les actions de De Gaulle.
L'organisation a été créée pour soutenir le général de Gaulle dans la lutte contre l'occupation nazie  et le gouvernement de Vichy. Elle visait à représenter de Gaulle aux États-Unis et à acquérir le statut d'ambassade. Il a déclaré : « Aider les États-Unis dans toutes les mesures de préparation pour faire face à la menace qui pèse sur les institutions démocratiques. »  En 1941, l'association France Forever comptait quarante-six sections. Il y eut jusqu'à 50.000 adhérents, surtout des Américains mais aussi des Français vivant aux États-Unis telle la famille Rosenberg.
Son siège social était situé sur la Cinquième Avenue à Manhattan, New York.

## Fondateurs et action
Fondateurs ,,,,,:
- Major-général William G. Price Jr. - commandeur de la Légion d'honneur

- Oswald Chew - Officier de la Légion d'honneur

- Emile C. Geyelin [13] - Chevalier de la Légion d'honneur
- Roger E. Brunschwig [6] - Commandeur de la Légion d'honneur. Un héros français très décoré des deux guerres mondiales[14].
- Eugène J. Houdry - Chevalier de la Légion d'honneur. S'opposant au gouvernement de Vichy, Philippe Pétain et sa collaboration avec l'Allemagne et a critiqué publiquement Pétain, déclarant qu'il ne parlait pas au nom du peuple français[15].

Houdry en fut le premier président,.
- Fred G. Hoffherr - Chevalier de la Légion d'honneur, devenant son directeur de la publicité [4],[17] et plus tard son vice-président exécutif[18].

- Emile G. Henno - Chevalier de la Légion d'honneur

- Henri L.Laussucq

- Pierre Quilleret - industriel[19],[20],[21], Beau-frère d'Eugène Houdry [22]

- Jacques de Sieyes - Officier de la Légion d'honneur

- Docteur Albert Simard - Chevalier de la Légion d'honneur.

Fondé dans son appartement,.
- Maurice Garreau-Dombasle, en était le Président du Comité Exécutif[11]. Extrait du New York Times de septembre 1940 [24]: Déclarant qu'il "n'accepterait jamais aucune tâche sous contrôle allemand", Maurice Garreau-Dombasle, conseiller commercial depuis treize ans à l'ambassade de France aux Etats-Unis, a refusé hier d'obéir à l'ordre du gouvernement Pétain de rentrer en France.

## Histoire

### Une association visant initialement à rallier
Composée initialement d'hommes d'affaires américains francophiles, d'industriels français résidents et de quelques professeurs de français, l'association compte 5 000 membres en 1941. L'association est dirigée par un conseil d'administration et un comité exclusif composé de personnalités politiques, comme Pierre Cot ou Henry Torrès, et des intellectuels comme Henri Bernstein, Henri Focillon, Émile Buré, Jacques Hadamard ou Francis Perrin.
L'organisation s'est affiliée au Comité français de libération nationale luttant contre la propagande nazie et faisant entendre la voix de la France aux États-Unis, tout en encourageant les Français à résister et à jouer leur rôle pour parvenir à la victoire ultime.

### Un ralliement qui connaîtra des divisions internes
Les déséquilibres entre fractions dirigeantes mais aussi entre la tête de l'association et les chapitres locaux du pays, les différences de réputation entre membres exilés et résidents divisent le ralliement à plusieurs reprises. C'est notamment le cas durant la période où domine à Alger le général Giraud, qu'Eugène Houdry s'est laissé convaincre de rallier avant d'être mis en minorité et de devoir céder la place à Richard de Rochemont en 1943.
Ce dernier poursuit son action juste après la Libération, laissant la place au Dr Simard comme président, président du comité exécutif, des séances. (Après avoir été vice-président.). Simard s'impliquera plus tard dans la Société pour la prévention de la Troisième Guerre mondiale, en tant que secrétaire,,,,,.

### Un instrument de propagande gaulliste
L'association est utilisée à des fins de propagande en faveur de Charles de Gaulle, et plus généralement, du gaullisme. Celles-ci se font grâce à des banquets, des conférences, mais aussi par l'utilisation de la presse, de la radio et du cinéma.
En 1943, France Forever publie un bulletin hebdomadaire, News of France at War (littéralement Actualités sur la France en guerre), qui est distribué à 700 journalistes. Elle édite en outre un bulletin mensuel à 22 000 sympathisants. Ses publications prennent aussi la forme d'un Yearbook et d'une collection d'ouvrages dirigée par Henri Laugier à New York et au Québec. D'autre part, des arrangements ont été conclus avec plus de 110 radios indépendantes. France Forever organise également à New York un festival permanent du film français.
La visite de Charles de Gaulle aux États-Unis en juillet 1944 et la reconnaissance du Gouvernement provisoire de la République française par le gouvernement américain, à l'automne suivant, sont notamment le fruit du travail de propagande conduit par les équipes de France Forever.